# Hôtel de Laigue
L’hôtel de Laigue, est un hôtel particulier situé à Paris en France.

## Localisation
Il est situé au no 16 rue Saint-Guillaume, dans le 7e arrondissement de Paris, en France.

## Histoire
Construit en 1659-1660 par l'architecte Pierre Le Muet, pour le marquis Geoffroy de Laigue , ancien aide de camp de Louis XIII. Gravé par Marot. Acquis en 1664 par Jean-Philippe Berthier, abbé de Senlis ; aile sur le jardin avec galerie et chapelle. Légué en 1667 à l'Hôtel-Dieu et mis en location ; portail refait en 1671 ; aile sur le jardin en 1772 pour M. de Béthune. 
Ce bâtiment fait l’objet d’une inscription au titre des monuments historiques depuis le 29 mars 1928.
Acquis en 1959 par Pierre David-Weill, il est restauré en 1967 (arch. A. Dorel). Façades, portail, cour, jardin, escalier, décors intérieurs.
Fréquenté par Lamartine, Renan et Proust, il est actuellement propriété de la famille de feu Michel David-Weill, ancien président de la Banque Lazard.

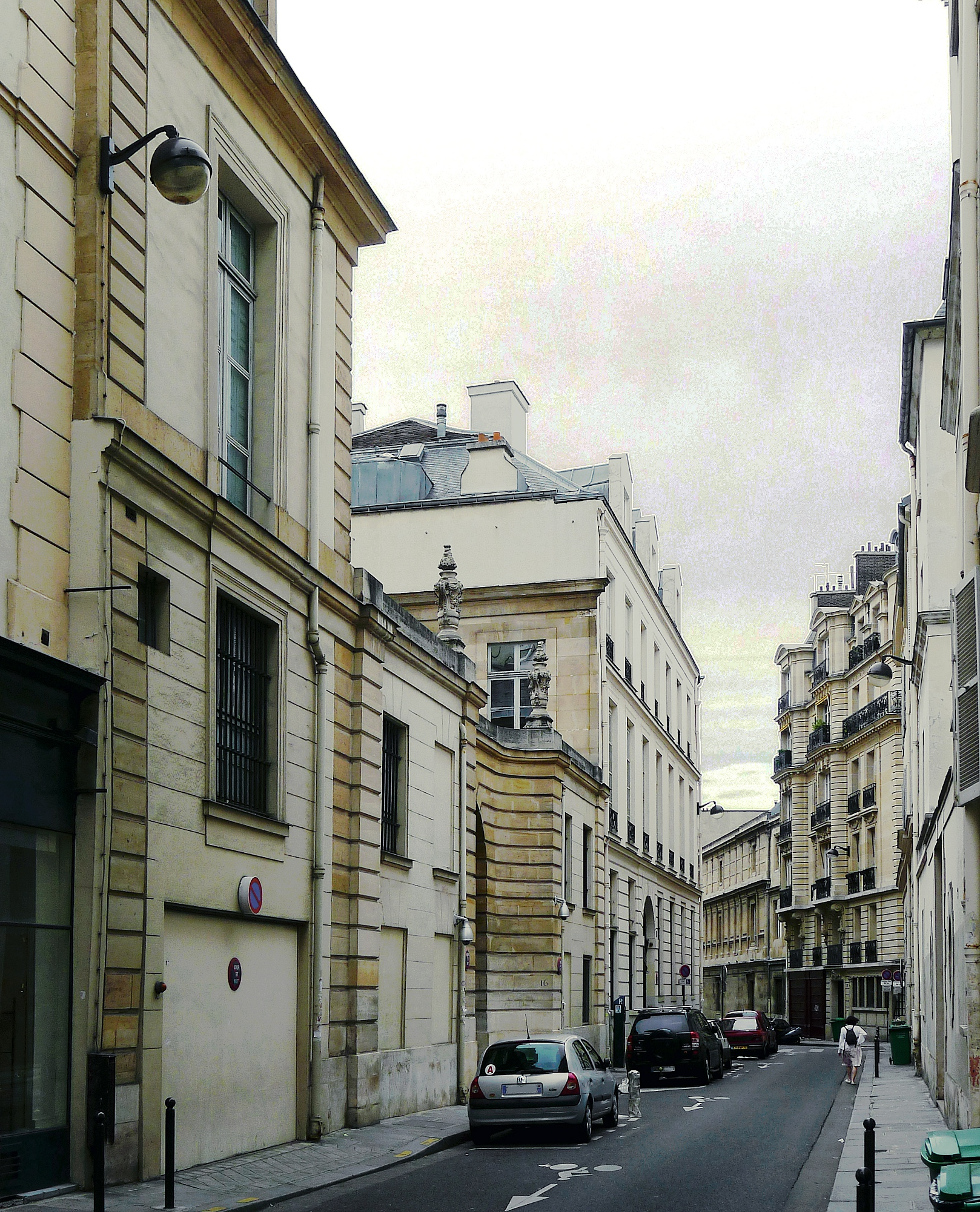
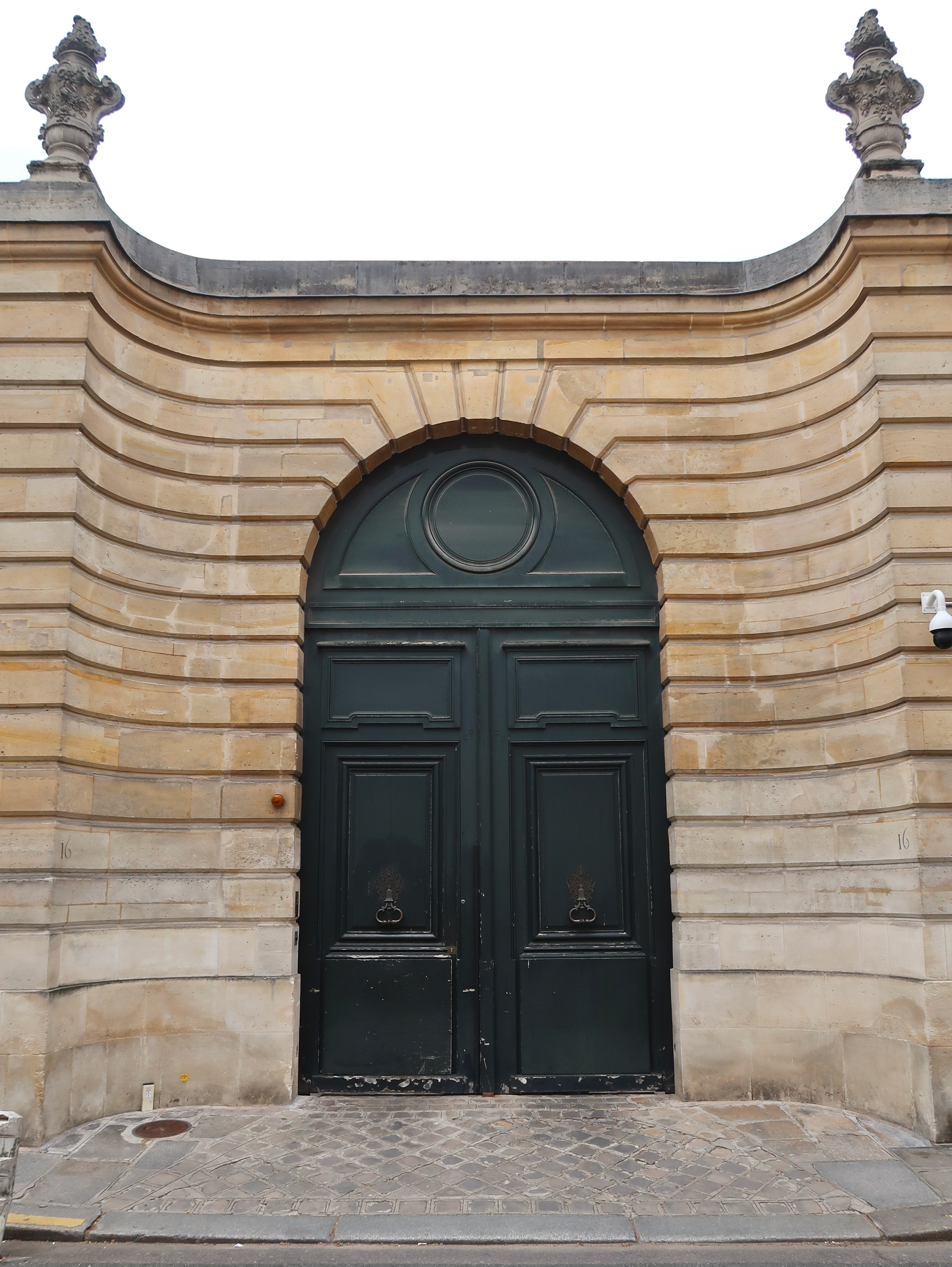